# إدوين تونغ
إدوين تونغ (بالصينية: 唐振辉) (بالإنجليزية: Edwin Tong)‏ هو محامي وسياسي سنغافوري، ولد في 1970. حزبياً، نشط في حزب العمل الشعبي. وقد انتخب عضو مجلس الشعب السنغافوري عن دائرة Marine Parade Group Representation Constituency ‏ وقد انضم خلال فترته النيابية ‏  للكتلة البرلمانية حزب العمل الشعبي.